# Giri Peni
Giri Peni is een bestuurslaag in het regentschap Kulon Progo van de provincie Jogjakarta, Indonesië. Giri Peni telt 7440 inwoners (volkstelling 2010).